# Bjarke Ingels
Bjarke Bundgaard Ingels (Copenhague, 2 de outubro de 1974) é um arquiteto dinamarquês.  Estudou na Dinamarca e na Escola Técnica Superior de Arquitetura de Barcelona. É o fundador e sócio criativo do Bjarke Ingels Group (BIG) desde 2005. É conhecido por edificações que desafiam as convenções e dimensões da arquitetura tradicional, que vão desde representações de montanhas até flocos de neve. Seus projetos incorporam ideias de desenvolvimento sustentável e conceitos sociológicos, juntamente com linhas inclinadas que são amoldadas aos seus arredores.

## Prêmios
- 2001 e 2003 Prêmio Henning Larsen[2]
- 2002 Prêmio de Arquitetura Nykredit